# سگ‌ها (فیلم)
«سگ‌ها» (فرانسوی: Les Chiens‎) فیلمی در ژانر درام به کارگردانی آلن ژوسوا است که در سال ۱۹۷۹ منتشر شد. از بازیگران آن می‌توان به ژرار دوپاردیو، پیر ورنیه، و فنی اردان اشاره کرد.